# Chaetops
Chaetops és un gènere d'ocells insectívors o omnívors de grandària mitjana, únic de la família de quetòpids (Chaetopidae), a l'ordre Passeriformes. En anglès reben el nom comú de "Rock-jumpers" (saltarroques). El gènere està format per dues espècies, salta-roques del Cap (Chaetops frenatus) i salta-roques del Drakensberg (Chaetops aurantius), endèmiques del sud d'Àfrica. S'han considerat espècies diferents basant-se en les diferències de plomatge i mida. Les àrees de distribució no estan solapades però sí molt prop.

## Morfologia
Es tracta de petits ocells de plomatge majoritàriament de color marró i vermell. Ambdues espècies tenen llargues cues negres amb la punta blanca, coll negre, grans línies blanques que surten des de la base del bec i s'enfilen cap a baix i enrere. Ventre vermellós o ataronjat i gris i negre a l'esquena i ales. L'iris és de color vermell i el bec i les potes són de color negre. Les ales són molt petites i no volen molt sovint.

## Alimentació
Passen la major part de la seva vida corrent i saltant entre roques i pastures, mentre cacen insectes. S'alimenten d'un ampli ventall de preses, incloent erugues, papallones, llagostes, escarabats i mosques. A més també s'inclouen llangardaixos i dragons, amfibis, escorpins, anèl·lids i aranyes.

## Reproducció
Són monògams i les parelles s'estableixen en territoris que són defensats durant tot l'any. El territori del salta-roques del Cap varia en grandària de 4-11 hectàrees. Les dues espècies normalment tenen l'ajuda dels joves de niuades anteriors, que ajuden la parella reproductora en la cura dels pollets. El salta-roques del Cap pon generalment dos ous, mentre que el salta-roques del Drakensberg pon entre 2 i 3. Ambdós sexes coven durant 19-21 dies. Els pollets són alimentats pels pares i ajudants durant trenta dies, però abans del mes deixen el niu.

## Taxonomia
En principi, aquestes dues espècies es van col·locar a la família dels túrdids (Turdidae), i també a la dels sílvids (Sylviidae) i la dels timàlids (Timaliidae), però recents estudis d'ADN indiquen que aquestes passeriformes primitius estan en realitat més relacionats amb els picatàrtids (Picatharthidae), on de vegades hi són inclosos. Es distingeixen dues espècies:
- salta-roques del Cap - (Chaetops frenatus)
- salta-roques del Drakensberg - (Chaetops aurantius)